# Альваро Хіль-Роблес
Альваро Хіль-Роблес і Хіль-Дельгадо (ісп. Alvaro Gil-Robles y Gil-Delgado), нар. 9 вересня 1944, Лісабон) — іспанський юрист. Національний омбудсмен Іспанії (1988–1993), комісар з прав людини Ради Європи (1999–2006). Професор Університету Комплутенсе.

## Біографія
Народився 9 вересня 1944 року в родині відомого іспанського політика Хосе Марії Хіль-Роблеса (1898–1980), лідера правої католицької промонархічної партії Іспанської конфедерації незалежних правих (ісп. La Confederación Española de Derechas Autónomas – CEDA)1933–1937 рр.
Закінчив юридичний факультет Мадридського Університету Комплутенсе, отримав ступінь доктора юридичних наук. Спеціалізувався з питань прав людини.
З 1968 року — член Колегії адвокатів Мадрида. У 1967—1972 роках і з 1978 по теперішній час — викладач різних правових дисциплін університету Компультенсе. З 1980 по 1983 рік був членом іспанського конституційного суду, а з 1983 року обіймав посаду першого заступника національного уповноваженого з прав людини (омбудсмена) Іспанії.
У 1988 році призначений національним омбудсменом і займав цю посаду до 1993 року.

### Професійна діяльність
Альваро Хіль-Роблес — автор національного закону про омбудсмена. Засновник Латиноамериканської Федерації омбудсменів. Брав участь у розробці законів про омбудсмена Аргентини, Парагваю, Болівії, Коста-Рики, Гватемали, Сальвадору і Панами. Є визнаним експертом в галузі прав людини, консультантом численних міжнародних та національних правозахисних організацій (в Європі і Латинській Америці), також спеціалізувався в галузі боротьби з дискримінацією та допомоги біженцям.
Альваро Хіль-Роблес — автор і співавтор 16 книг і численних статей з прав людини, діяльності омбудсмена і адміністративного законодавства, публічного права і свободи особистості.
Володіє іспанською, французькою, англійською мовами.